# استرادیواری (فیلم)
استرادیواری (ایتالیایی: Stradivari) یک فیلم درام ایتالیایی است که در سال ۱۹۸۸ منتشر شد.